# Aglaodina dasys
Aglaodina dasys là một loài tò vò trong họ Ichneumonidae.